# Alma-klassen
Alma-klassen omfattede syv franske panserskibe, der var mindre end de foregående skibe, og som især var beregnet til oversøisk tjeneste. Mens de større skibe blev betegnet som pansrede fregatter, måtte Alma-klassen nøjes med at blive omtalt som pansrede korvetter. På trods af betegnelsen havde de intet til fælles med sejlskibstidens korvetter. De var langt større, havde en del af artilleriet placeret i et lukket dæk, og var klart overlegne i forhold til de upansrede linjeskibe. Tre af skibene deltog i under den fransk-tyske krig i 1870 i blokaden af de tyske havne i Østersøen, mens tre andre patruljerede i Nordsøen og Atlanten. Det sidste af de syv blokerede to små tyske krigsskibe i Japan. Efter krigen var de på skift i reserve, men i 1881 deltog tre af dem i det franske angreb på Tunis. Den sidste krigstjeneste blev udført af Atalante, der var med til at tvinge det vietnamesiske styre til at acceptere rollen som fransk protektorat, hvorefter det havde en lille rolle i den fransk-kinesiske krig i 1884-85.

## Konstruktionen
Alma-klassen blev bygget af træ som efterfølgere for panserskibet Belliqueuse, med tegninger leveret af konstruktøren Dupuy de Lôme. I modsætning til forgængeren var klassen forsynet med et centralt batteri, beskyttet af et pansret skot. Skibene var forsynet med en kraftig vædderstævn af jern. Klassen var oprindeligt planlagt med fire 16,4 cm kanoner på det øverste dæk, med skudmuligheder for og agter. Det viste sig imidlertid, at det kraftige pansrede skot tog så meget vægt, at der ikke var mulighed for fire kanoner. De agterste kanoner måtte opgives og i stedet gik de Lôme op i kaliber og brugte 19,4 cm kanoner, placeret i udbygninger ("svalereder"). De øvrige fire svære kanoner var på batteridækket, med to i hver side, mens de lette 12 cm kanoner var på det øverste dæk, og var beregnet til at blive taget med i skibenes både under landgangsoperationer.
På prøvesejladserne præsterede skibene mellem 10,5 og 12 knob, og ud over små forskelle i størrelse og motorkraft skilte Jeanne d'Arc og Thetis sig ud, idet de havde to skorstene, placeret side om side.
Det svære artilleri bestod af helt moderne riflede bagladekanoner, 19,4 cm model 1864. Med undtagelse af Alma beholdt skibene dette skyts i hele deres tjenestetid. Alma fik sine svære kanoner udskiftet med 19,4 cm skyts af model 1870.

## Skibene
| Navn          | Værft     | Kølen lagt       | Søsat              | Indgået        | Skæbne                                  |
| ------------- | --------- | ---------------- | ------------------ | -------------- | --------------------------------------- |
| Alma          | Lorient   | 1. oktober 1865  | 26. november 1867  | Januar 1869    | Udgået 1886 og solgt maj 1893           |
| Armide        | Rochefort | 1865             | 12. april 1867     | Marts 1869     | Udgået 1882 og ødelagt som målskib 1886 |
| Atalante      | Cherbourg | Juni 1865        | 9. april 1868      | Juni 1869      | Kasseret 1887 i Saigon og ophugget 1890 |
| Jeanne d'Arc  | Cherbourg | 1865             | 28. september 1867 | Marts 1868     | Udgået 28. juni 1883                    |
| Montcalm      | Rochefort | 26. oktober 1865 | 16. oktober 1868   | Oktober 1869   | Udgået 2. april 1891                    |
| Reine Blanche | Lorient   | 1865             | 10. marts 1868     | September 1869 | Udgået 12. november 1884                |
| Thétis        | Toulon    | 1865             | 22. august 1867    | Januar 1869    | Kasseret efter 1885                     |

### Alma
Alma blev som det eneste af de syv udstyret med nye kanoner i 1870, inden skibet i juni blev sendt til Fjernøsten, hvor det blokerede de tyske skruekorvetter Hertha og Medusa, der klogelig holdt sig i havn i Japan. Var tilbage i Toulon i januar 1873, og indgik derefter i Middelhavsflåden. I december 1875 var Alma i Cherbourg, hvor det fik fjernet sit artilleri og fik installeret torpedoapparater. I september 1876 fik skibet igen kanoner om bord. I 1881 deltog Alma i felttoget ved Tunis. Skibet udgik af tjeneste i 1886 og blev hugget op i 1893.

### Armide
Armide var med eskadren i Østersøen i august 1870 og i januar 1871 blokerede det den tyske korvet Arcona i Lissabon. Senere i 1871 var skibet i Middelhavet, og i 1873 fik det halveret sit artilleri. Armide udgik af flåden i oktober 1882, og i marts 1886 blev det brugt som målskib for de franske slagskibe Colbert, Amiral Duperré, Dévastation, Friedland, Suffren og Redoutable, der affyrede deres 24 og 34 cm kanoner mod det på en afstand af mellem 3.000 og 5.000 meter. Det gennemhullede skib blev slæbt i land og ophugget samme år.

### Atalante
Atalante indgik i 1870 i eskadren i Nordsøen, og efter krigen blev det i juli 1872 sendt til divisionen i Stillehavet. I august 1883 indgik det i den eskadre, der bombarderede de vietnamesiske søforter ved Thuan-an, der beskyttede den daværende hovedstad Hué, og det blev i Indokina, hvor det blev kasseret i Saigon i 1887, og derpå ophugget i 1890.

### Jeanne d'Arc
Jeanne d'Arc var med eskadren i Østersøen fra april til september 1870. I april 1876 blev det sendt til divisionen i Levanten, og i 1881 deltog Jeanne d'Arc i kampagnen ved Tunis. Skibet blev kasseret i juni 1883.

### Montcalm
Montcalm var i Middelhavet i februar-april 1870, men fik derefter base i Cherbourg. I august 1870 opbragte det i Atlanterhavet det tremastede tyske skib Union. I begyndelsen af 1871 var Montcalm på togt til Acorerne, Sydamerika og Afrika, og i januar 1874 blev det sendt til Kina og Japan. I perioden 1882-84 var det flagskib for divisionen i Stillehavet. Montcalm udgik som det sidste i klassen i 1891.

### Reine Blanche
Reine Blanche var ved Shetlandsøerne i juli 1870 under jagten på tyske skibe. Mens det gjorde tjeneste i Middelhavet i juli 1877, blev det ved et uheld vædret af Thetis og måtte sættes på grund for ikke at synke. I 1879-80 gjorde Reine Blanche tjeneste ved divisionen i Levanten, og i 1881 deltog det i kampagnen ved Tunis. Det afløste Montcalm ved divisionen i Stillehavet og gjorde tjeneste der 1884-86. Ved tilbagekomsten til Cherbourg blev blev Reine Blanche kasseret i november 1886. Skibet blev senere brugt som kaserneskib 1890-93.

### Thétis
Thétis var med eskadren i Østersøen i 1870, og i 1873 opererede det i spanske farvande for at beskytte franske interesser under Carlistkrigen. Under tjeneste i Middelhavet kom skibet i juli 1877 ved et uheld til at vædre Reine Blanche. I perioden 1878-81 var Thétis ved divisionen i Stillehavet. I oktober 1885 blev det på ny sendt af sted med kurs mod Stillehavet, men ud for Madeira mistede det sin skrue og måtte returnere til Lorient under sejl. I 1888 blev Thétis omsider igen sendt til Stillehavet, hvor det senere udgik og blev fortøjet ved Noumea i Ny Kaledonien. Skroget af Thétis blev ophugget i Sidney i år 1900.

## Eksterne links
Periodens franske panserkorvetter (på fransk) Arkiveret 16. maj 2012 hos  Wayback Machine